# Muralla de Trajano
Muralla de Trajano (Valul lui Traian en rumano) es un complejo de murallas (vallum) ubicado en Europa Oriental al noreste de Rumania, Moldavia y suroeste de Ucrania. Contrariamente al nombre popular, estos bastiones no fueron construidos por los romanos durante el imperio de Trajano sino, en su mayor parte, principalmente durante el período bizantino.

## Rumania
Hay tres vallas en Rumania, en la Dobruja centromeridional, extendiéndose desde el Danubio hasta la costa del Mar Negro, construidas probablemente por los bizantinos entre el siglo X y el siglo XI, durante los reinados de Juan I Tzimisces y Basilio II.
La más antigua y pequeña vallum o sector de muralla se extiende 61 km desde Cetatea Pătulului a orillas del Danubio hasta Constanţa en las orillas del Mar Negro. Este sector de murallas se encuentra hecho enteramente de tierra, por lo cual no resultaría suficiente defensa si no poseyera un foso en su lado sur. 
La segunda vallum, (La muralla larga de tierra), se extiende 54 km con pequeñas secciones recubiertas de sillería de piedra. Por el oeste se inicia en las orillas del río Danubio, atraviesa el calle de Carasu y concluye o culmina en Palas, al oeste de Constanţa. Esta muralla posee una altura promedio de 3,5 m y posee fosos en sus dos lados. En su recorrido se emplazan 63 fortificaciones: 35 mayores (castra), y 28 menores (castella). La distancia promedio entre estas fortificaciones es de sólo 1 km. La segunda muralla fue construida durante el imperio del basileos bizantino Juan I Tzimisces y fue en gran medida destruida por las migraciones de diversos pueblos nómadas, aunque fue reconstruida posteriormente.
La última vallum o "muralla trajana" en ser edificada es la muralla de piedra. También está construida principalmente con tierra aunque posee refuerzos de roca, especialmente en sus almenas. Posee una extensión de 59 km, desde Axiopolis a orillas de la costa del Mar Negro, hasta un punto a 75 km al sur de la conclusión occidental de la pequeña muralla de tierra. La franja edificada con sillería de piedra posee una altura de 2 m, mientras que 1,5 m son de tierra. Posee un foso en su lado norte y 26 fortificaciones, la distancia entre tales fortificaciones varía de 1 a 4 km.
El nombre de la comuna Valul lui Traian (comúnmente Hasancea) es llamada "tras la valla".

## Moldavia

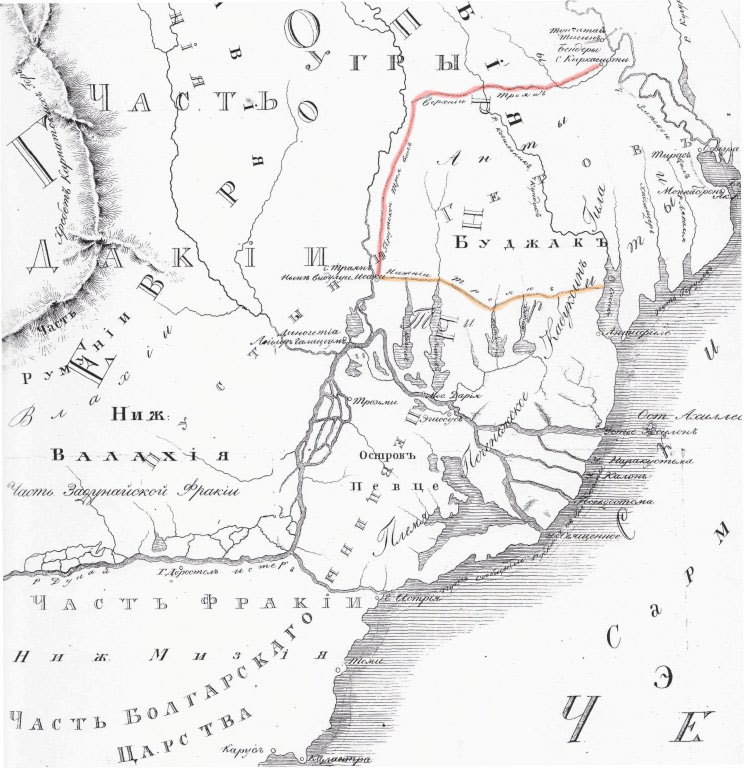
Mapa del Muro de Trajano por el capitán Veltman. Véase también Greuthungi y el Muro Antártico.

Los remanentes en Moldavia comprenden murallas de tierra y empalizadas. Ésta posee sus dos mayores fragmentos preservados en Moldavia llamados: "Muralla superior de Trajano" y "Muralla inferior de Trajano". 
La Muralla inferior de Trajano principalmente data de aproximadamente el siglo III y se extiende 126 km desde la población de Vadul lui Isac en Raionul Cahul cerca del río Prut recorriendo el suroeste de Ucrania concluyendo en las proximidades del Lago Sasyk cerca de Tatarbunar. El escudo de armas de Cahul un uyezd de Besarabia en tiempos del Imperio ruso incorporó como figura heráldica una figuración de esta "Muralla de Trajano".
La llamada "Muralla superior de Trajano" fue construida a proposición de las poblaciones sedentarias locales durante el siglo IV como un límite para las poblaciones guerreras nómadas que avanzaban desde el este y desde el norte. Tal muralla se extiende unos 120 km desde el Dniéster cerca de Chitcani en Raionul Teleneşti hasta el río Prut.
Fragmentos de la muralla de Trajano han sido hallados en Leova.

## Ucrania
La muralla de Trajano está situada en Podolia y extendida por los modernos distritos de Kamianets-Podilskyi, Nova Ushytsia y Khmelnytskyi. Un sector de la Muralla inferior de Trajano moldava concluye realmente en Ucrania con el nombre de Muralla de las Serpientes. 